# Ercole Dembowski

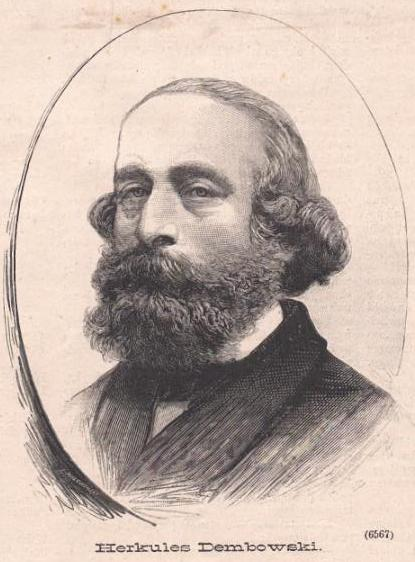
Ercole Dembowski

Ercole Dembowski (* 12. Dezember 1812 in Mailand; † 19. Januar 1881 in Albizzate) war ein italienischer Astronom.
Er war der Sohn von Jan Dembowski, der ein polnischer General von Napoleon war, und der Adeligen Matilde Viscontini. Bis 1843 war er Offizier in der österreichischen Marine und nahm an mehreren Expeditionen in den Orient teil. Nach seiner Zeit bei der Marine beschäftigte er sich mit Astronomie und baute ein eigenes Observatorium in San Giorgio a Cremano bei Neapel. 1870 kehrte er in die Lombardei zurück und baute ein Observatorium im Ortsteil Monte der Gemeinde Albizzate, heute zur Gemeinde Solbiate Arno gehörend.
Dembowski unterzog den Katalog von Doppelsternen (und Mehrfachsternen) von Friedrich Georg Wilhelm Struve einer Revision. 1857 veröffentlichte er einen Katalog von 127 Doppel- und Dreifachsternen, die schon Struwe in seinem Katalog hatte. 1859 folgte eine Revision der hellsten Sterne aus dem Katalog von Struwe und 1860 legte er eine Liste mit genauen Positionen von 54 Doppelsternen vor, die Friedrich Wilhelm August Argelander beim Studium der Eigenbewegung von Sternen nutzte.
Er veröffentlichte regelmäßig insbesondere in den Astronomischen Nachrichten. Nach seinem Tod schätzte Otto Wilhelm von Struve, dass er rund 20.000 Beobachtungen machte. Struve und Giovanni Schiaparelli sammelten und veröffentlichten die verstreuten Beobachtungen von Dembowski 1883.
1878 erhielt er die Goldmedaille der Royal Astronomical Society, deren Mitglied er war.
Nach ihm ist der Mondkrater Dembowski benannt und der Asteroid  (349) Dembowska.